# ДжоДжо
Джоанна Ноелль «ДжоДжо» Левеск (англ. Joanna Noëlle "JoJo" Levesque; нар. 20 грудня 1990, Братлборо, Вермонт, США) — американська поп/R&B-співачка, авторка пісень, композиторка та акторка. 

## Біографія та кар'єра
У дитинстві брала участь у численних співочих змаганнях, і після участі у шоу America's Most Talented Kids у 2003 її помітив музичний продюсер Вінсент Герберт, який запросив її на прослуховування до Blackground Records. У червні 2004 вона випустила свій дебютний студійний альбом JoJo. Її дебютний сингл, «Leave (Get Out)», досяг першого місця американського чарту Billboard Pop, після чого вона стала наймолодшою виконавицею, чий сингл досяг вершини цього чарту; у цей час їй було 13 років. Сингл досяг 12 місця у чарті Billboard Hot 100 і отримав золотий сертифікат від американської компанії RIAA. З того часу її дебютний альбом продався у понад 4 мільйони копій по всьому світу.
У жовтні 2006 співачка випустила свій другий альбом The High Road. У 2016 вона випустила третій студійний альбом Mad Love. Станом на листопад 2013 продажі її альбомів становлять понад 7 мільйонів копій по всьому світу.

## Дискографія
- JoJo (2004)
- The High Road (2006)
- Mad Love (2016)
- Good to Know (2020)
- December Baby (2020)

## Основна фільмографія
- 2006 — Аквамарин / Гейлі Роджерс
- 2006 — Дурдом на колесах / Кейсі Мунро
- 2013 — Коли найкращий друг — гей (G.B.F.) / Соледад Браунштейн
- 2022 — Всеамериканський (телесеріал) / Сабіна (3 епізоди)

## Нагороди та номінації
| Рік  | Нагорода                                         | Категорія                                                                      | Результат |
| ---- | ------------------------------------------------ | ------------------------------------------------------------------------------ | --------- |
| 2004 | MTV Video Music Award                            | Best New Artist — «Leave (Get Out)»                                            | Номінація |
| 2004 | Billboard Music Awards                           | Female New Artist of the Year                                                  | Номінація |
| 2004 | Billboard Music Awards                           | Mainstream Top 40 Single of the Year — «Leave (Get Out)»                       | Номінація |
| 2004 | Radio Disney Music Awards                        | Best Female Artist — «Leave (Get Out)»                                         | Номінація |
| 2004 | Radio Disney Music Awards                        | Best Video That Rocks — «Leave (Get Out)»                                      | Перемога  |
| 2005 | Radio Disney Music Awards                        | Best Female Artist                                                             | Номінація |
| 2006 | Teen Choice Award                                | Female Choice Breakout — Aquamarine                                            | Номінація |
| 2006 | Radio Disney Music Awards                        | Best Artist Or Song Your Teacher Likes — «Too Little, Too Late»                | Перемога  |
| 2006 | Radio Disney Music Awards                        | Favorite Karaoke Song — «Too Little, Too Late»                                 | Перемога  |
| 2006 | Radio Disney Music Awards                        | Best True Ringer Ring Tone — «Too Little, Too Late»                            | Номінація |
| 2006 | Radio Disney Music Awards                        | Best Song to Wake Up To — «Too Little, Too Late»                               | Номінація |
| 2006 | Radio Disney Music Awards                        | Best Song You've Heard a Million Times and Still Love — «Too Little, Too Late» | Номінація |
| 2007 | Boston Music Awards                              | National Female of The Year — «Too Little, Too Late»                           | Перемога  |
| 2007 | Hollywood Life 9th Annual Young Hollywood Awards | Breakthrough performance                                                       | Перемога  |
| 2007 | Young Artist Awards                              | Best Performance in a Feature Film — Aquamarine                                | Номінація |
| 2008 | Yahoo Music Awards                               | for over 10,000,000 downloads — «Too Little, Too Late»                         | Перемога  |
| 2008 | Boston Music Awards                              | Outstanding Pop/R&B Act of the Year                                            | Номінація |
| 2009 | Poptastic Award                                  | Best TV Movie — True Confessions of a Hollywood Starlet                        | Номінація |
| 2016 | Boston Music Awards                              | Pop Artist of the Year                                                         | Номінація |